# Magnus Carlsen Invitational 2020

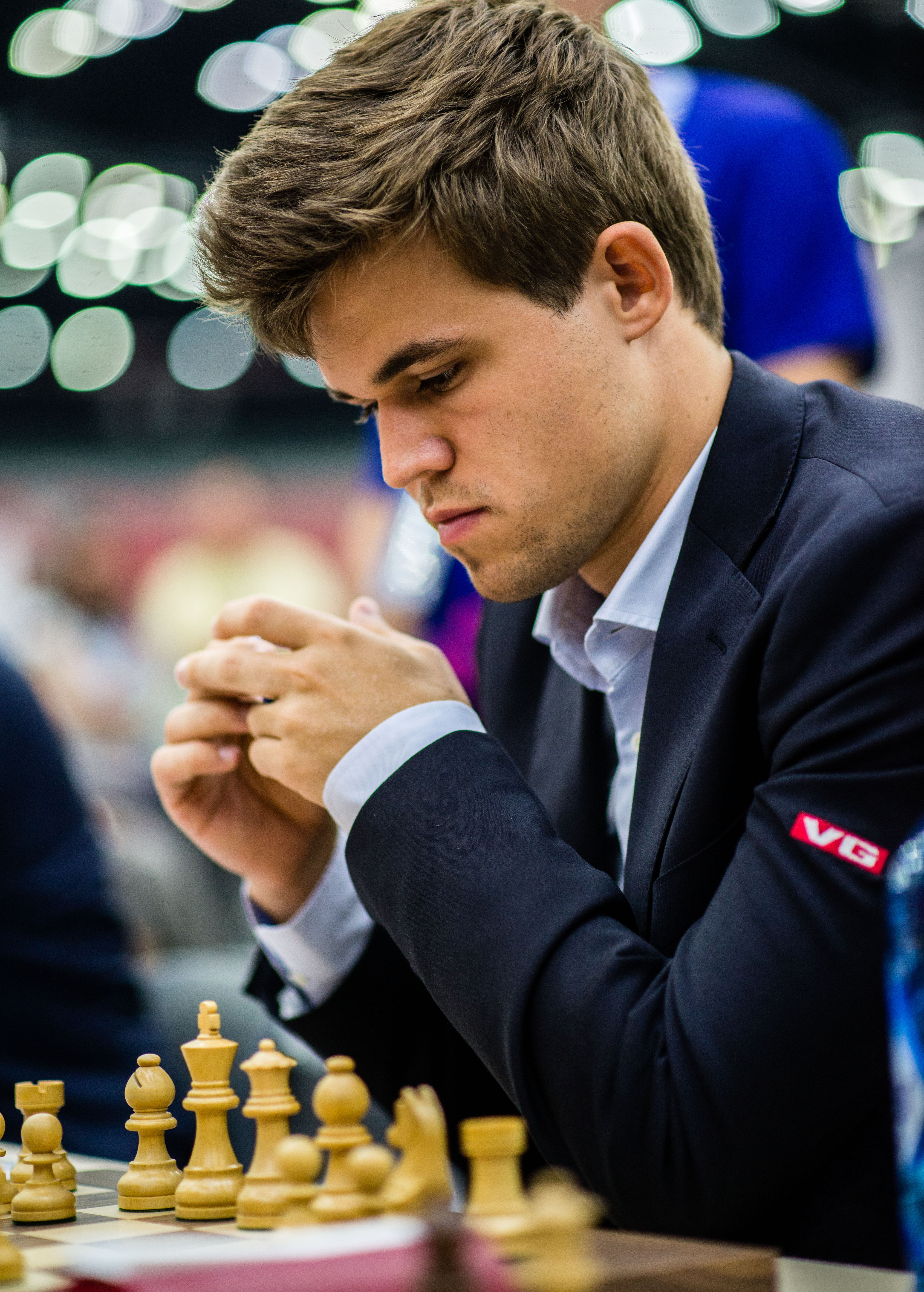
Magnus Carlsen, Initiator des Turniers

Das Magnus Carlsen Invitational war ein über das Internet veranstaltetes Schnellschachturnier, das vom 18. April bis zum 3. Mai 2020 stattfand. Neben dem amtierenden Schachweltmeister Magnus Carlsen, der das Turnier in Zusammenarbeit mit der Schachplattform Chess24.com organisierte, nahmen sieben weitere Spieler der Weltspitze teil. Mediale Aufmerksamkeit erlangte das Turnier als eine von wenigen Sportveranstaltungen während der COVID-19-Pandemie. Carlsen gewann das Turnier und besiegte im Finale Hikaru Nakamura. Das Turnier diente als Auftakt der Magnus Carlsen Chess Tour.

## Hintergrund
Aufgrund der COVID-19-Pandemie kam der Sportbetrieb weltweit größtenteils zum Erliegen, im Schachsport wurde zuletzt das Kandidatenturnier Jekaterinburg 2020 am 26. März unterbrochen. Über Schachserver wird Schach jedoch weiterhin online gespielt, auch von zahlreichen Spielern der Weltspitze. Daraufhin organisierte Magnus Carlsen ein Einladungsturnier mit der Plattform Chess24.com, an der er finanziell beteiligt ist.

## Übertragung
Das Turnier wurde im Internet unter anderem kostenlos auf Chess24.com übertragen und von Großmeistern in neun verschiedenen Sprachen kommentiert. Für Chess24.com kommentierten u. a. Jan Gustafsson, Pjotr Swidler und Lawrence Trent auf Englisch. Der norwegische Fernsehsender TV 2 und der russische Sender Match TV zeigten das Magnus Carlsen Invitational live, ebenso der Streamingdienst DAZN.

## Modus
Für das Turnier war von Chess24.com ein Preisgeld von 250.000 Dollar ausgelobt, 70.000 Dollar davon erhielt der Sieger. Die Bedenkzeit betrug 15 Minuten plus 10 Sekunden pro Zug. Remisangebote vor dem 40. Zug waren nicht erlaubt. Das Turnier wurde zunächst in der Vorrunde (18. April bis 30. April) als Rundenturnier ausgetragen, dabei spielte jeder vier Partien gegen jeden. Der Gewinner eines aus vier Partien bestehenden Duells erhielt drei Punkte, der Verlierer keinen Punkt. Im Falle eines Unentschiedens wurde eine Armageddon-Partie ausgetragen. Der Sieger dieser Partie bekam zwei Punkte, der Verlierer einen Punkt. Pro Tag wurden zwei Begegnungen ausgetragen, am letzten Tage fanden alle vier Begegnungen parallel statt.
Nach der Vorrunde qualifizierten sich die besten vier Spieler für die K.o.-Runde. Dabei traf der beste Spieler der Vorrunde im Halbfinale (1. Mai und 2. Mai) auf den Viertplatzierten, während der Zweite gegen den Dritten antrat. Wiederum wurden vier Partien pro Begegnung ausgetragen. Bei einem Unentschieden folgte ein Tie-Break im Blitzschach. Dabei wurden zwei Partien mit fünf Minuten Bedenkzeit und drei Sekunden Aufschlag pro Zug gespielt. Im Falle eines Unentschiedens waren zwei weitere Blitzpartien vorgesehen. Wenn auch danach keine Entscheidung gefallen wäre, wäre eine Armageddon-Partie gespielt worden. Die Gewinner der Halbfinalbegegnungen spielten am 3. Mai im gleichen Modus den Gesamtsieger aus.

## Teilnehmer
| Nr. | Name                   | Elo-Zahl Schnellschach (April 2020) | Weltrangliste Schnellschach (April 2020) | Elo-Zahl Blitzschach (April 2020) | Weltrangliste Blitzschach (April 2020) | Elo-Zahl Klassisch (April 2020) | Weltrangliste Klassisch (April 2020) |
| --- | ---------------------- | ----------------------------------- | ---------------------------------------- | --------------------------------- | -------------------------------------- | ------------------------------- | ------------------------------------ |
| 1   | Magnus Carlsen         | 2881                                | 1                                        | 2887                              | 2                                      | 2863                            | 1                                    |
| 2   | Maxime Vachier-Lagrave | 2860                                | 2                                        | 2822                              | 3                                      | 2778                            | 5                                    |
| 3   | Ding Liren             | 2836                                | 3                                        | 2788                              | 8                                      | 2791                            | 3                                    |
| 4   | Hikaru Nakamura        | 2829                                | 4                                        | 2900                              | 1                                      | 2736                            | 18                                   |
| 5   | Jan Nepomnjaschtschi   | 2778                                | 9                                        | 2785                              | 9                                      | 2784                            | 4                                    |
| 6   | Fabiano Caruana        | 2773                                | 11                                       | 2711                              | 35                                     | 2835                            | 2                                    |
| 7   | Anish Giri             | 2731                                | 24                                       | 2752                              | 22                                     | 2764                            | 10                                   |
| 8   | Alireza Firouzja       | 2703                                | 37                                       | 2750                              | 24                                     | 2728                            | 21                                   |

## Ergebnisse

### Vorrunde
| 18. April              |   |                        |         |
| Magnus Carlsen         | – | Hikaru Nakamura        | 3:2     |
| Ding Liren             | – | Alireza Firouzja       | 2,5:1,5 |
| 19. April              |   |                        |         |
| Fabiano Caruana        | – | Jan Nepomnjaschtschi   | 2,5:1,5 |
| Maxime Vachier-Lagrave | – | Anish Giri             | 3:1     |
| 20. April              |   |                        |         |
| Magnus Carlsen         | – | Alireza Firouzja       | 2,5:1,5 |
| Hikaru Nakamura        | – | Anish Giri             | 2,5:1,5 |
| 21. April              |   |                        |         |
| Jan Nepomnjaschtschi   | – | Maxime Vachier-Lagrave | 3:2     |
| Fabiano Caruana        | – | Ding Liren             | 3:2     |
| 22. April              |   |                        |         |
| Magnus Carlsen         | – | Fabiano Caruana        | 3:1     |
| Hikaru Nakamura        | – | Alireza Firouzja       | 3,5:0,5 |
| 23. April              |   |                        |         |
| Maxime Vachier-Lagrave | – | Ding Liren             | 2:3     |
| Anish Giri             | – | Jan Nepomnjaschtschi   | 1,5:2,5 |
| 24. April              |   |                        |         |
| Magnus Carlsen         | – | Maxime Vachier-Lagrave | 2,5:1,5 |
| Alireza Firouzja       | – | Fabiano Caruana        | 1:3     |
| 25. April              |   |                        |         |
| Hikaru Nakamura        | – | Jan Nepomnjaschtschi   | 2,5:1,5 |
| Ding Liren             | – | Anish Giri             | 3:2     |
| 26. April              |   |                        |         |
| Anish Giri             | – | Magnus Carlsen         | 2,5:1,5 |
| Maxime Vachier-Lagrave | – | Alireza Firouzja       | 1,5:2,5 |
| 27. April              |   |                        |         |
| Fabiano Caruana        | – | Hikaru Nakamura        | 3:2     |
| Jan Nepomnjaschtschi   | – | Ding Liren             | 1,5:2,5 |
| 28. April              |   |                        |         |
| Magnus Carlsen         | – | Jan Nepomnjaschtschi   | 3:2     |
| Alireza Firouzja       | – | Anish Giri             | 2,5:1,5 |
| 29. April              |   |                        |         |
| Hikaru Nakamura        | – | Ding Liren             | 3:2     |
| Fabiano Caruana        | – | Maxime Vachier-Lagrave | 2,5:1,5 |
| 30. April              |   |                        |         |
| Ding Liren             | – | Magnus Carlsen         | 3:1     |
| Jan Nepomnjaschtschi   | – | Alireza Firouzja       | 3:2     |
| Maxime Vachier-Lagrave | – | Hikaru Nakamura        | 2:3     |
| Anish Giri             | – | Fabiano Caruana        | 2,5:1,5 |

### Tabelle
| Pl. | Spieler                | Sp. | S | AS | AN | N | Punkte | Score |
| --- | ---------------------- | --- | - | -- | -- | - | ------ | ----- |
| 1.  | Hikaru Nakamura        | 7   | 3 | 2  | 2  | 0 | 15     | 16,5  |
| 2.  | Ding Liren             | 7   | 3 | 2  | 2  | 0 | 15     | 16    |
| 3.  | Magnus Carlsen         | 7   | 3 | 2  | 0  | 2 | 13     | 14,5  |
| 4.  | Fabiano Caruana        | 7   | 3 | 2  | 0  | 2 | 13     | 14,5  |
| 5.  | Jan Nepomnjaschtschi   | 7   | 1 | 2  | 1  | 3 | 8      | 13    |
| 6.  | Alireza Firouzja       | 7   | 2 | 0  | 1  | 4 | 7      | 11,5  |
| 7.  | Anish Giri             | 7   | 2 | 0  | 1  | 4 | 7      | 12,5  |
| 8.  | Maxime Vachier-Lagrave | 7   | 1 | 0  | 3  | 3 | 6      | 13,5  |

### Play-offs
|  | Halbfinale 1. und 2. Mai 2020 | Halbfinale 1. und 2. Mai 2020 | Halbfinale 1. und 2. Mai 2020 |  |  | Finale 3. Mai 2020 | Finale 3. Mai 2020 | Finale 3. Mai 2020 |
|  |                               |                               |                               |  |  |                    |                    |                    |
|  |                               |                               |                               |  |  |                    |                    |                    |
|  | 1                             | Hikaru Nakamura               | 4                             |  |  |                    |                    |                    |
|  | 4                             | Fabiano Caruana               | 2                             |  |  |                    |                    |                    |
|  |                               |                               |                               |  |  | HF1                | Hikaru Nakamura    | 1,5                |
|  |                               |                               |                               |  |  | HF2                | Magnus Carlsen     | 2,5                |
|  | 2                             | Ding Liren                    | 1,5                           |  |  |                    |                    |                    |
|  | 3                             | Magnus Carlsen                | 2,5                           |  |  |                    |                    |                    |
|  |                               |                               |                               |  |  |                    |                    |                    |